# Instytut Paleobiologii im. Romana Kozłowskiego Polskiej Akademii Nauk
Instytut Paleobiologii im. Romana Kozłowskiego Polskiej Akademii Nauk – instytut naukowy Polskiej Akademii Nauk z siedzibą w Warszawie.
Instytut Paleobiologii PAN współtworzy Międzynarodowe Studium Doktoranckie Nauk Biologicznych PAN i prowadzi studium doktoranckie „GEOBIOS”. Jedną z jednostek organizacyjnych Instytutu jest Muzeum Ewolucji Instytutu Paleobiologii Polskiej Akademii Nauk.